# Misbaha

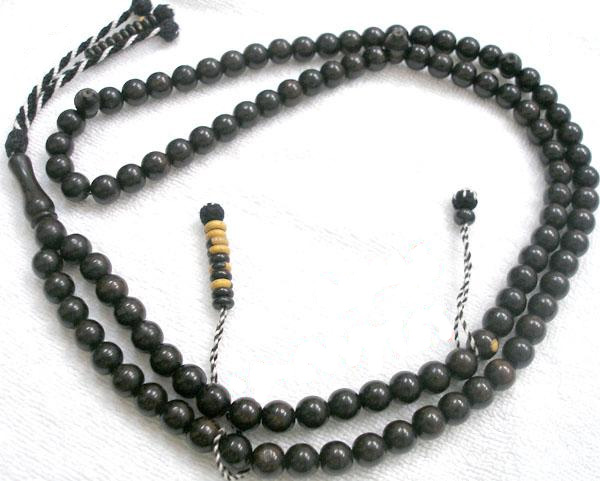
Misbaha

Le misbaḥa ou masbaḥa (arabe : مسبحة), également appelé sabḥa, subḥa ou encore tasbih selon les régions, est le chapelet musulman utilisé pour le tasbih, la récitation des prières, le dhikr, ainsi que pour glorifier Allah.

## Description
Le misbaha est souvent fait de perles de bois mais il peut aussi être constitué d'ivoire, d'ambre, de perles ou matériaux moins nobles comme la laine. Un misbaha est normalement constitué de 99 perles en général divisé en trois sections de trente-trois grainsreprésentant les noms et attributs d'Allah. Toutefois, on trouve dans le monde soufi des chapelets à cent perles.

## Étymologie
Le terme vient de la racine S-B-Ḥ qui véhicule l'idée de louange et qui donne des mots ou des expressions tels que sabbaḥa, « chanter les louanges; réciter le chapelet » ou Subḥān Allah, « Louange à Dieu », qui marque souvent la surprise ou l'admiration. Le terme même de misbaḥa relève du schème mif'ala appelé « nom d'instrument  » parce qu'il s'agit d'un dérivé qui désigne l'instrument servant à accomplir l'action exprimée par la racine (en l'occurrence, louer Dieu). 

## Origine
L'origine du misbaha est mal connue. Pour l'anthropologue Malek Chebel, on peut penser qu'il a été introduit par les soufis au cours des deux premiers siècles de l'islam, qui se seraient inspirés de pratiques indo-iraniennes. Toutefois, Chebel souligne que même si le misbaha est aujourd'hui un objet très visible dans le monde musulman, son origine est obscure, et qu'on n'en trouve pas trace avant l'arrivée de l'islam,. Par ailleurs, ni les premiers commentateurs ni les traditionnistes ne le mentionnent. Et Chebel de se demander aussi s'il n'aurait pas été introduit lors de la Première croisade

## Utilisation

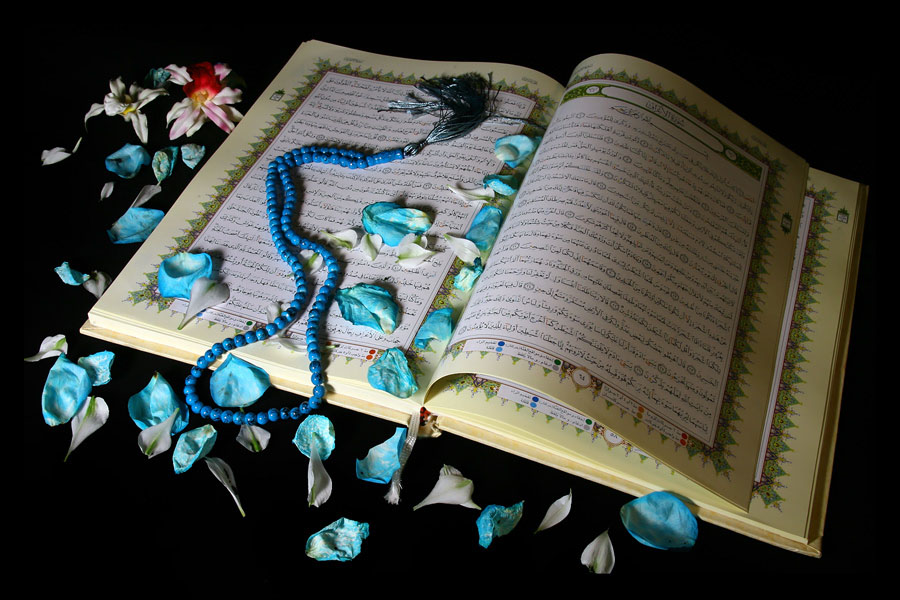
Une misbaha bleu posé sur le Coran.

Il est utilisé différemment selon les pratiquants. Il peut servir à la récitation des 99 noms divins ou du seul nom d'Allah ou encore des prières de glorification comme « Dieu est le plus grand » (Allahu akbar), la shahada (profession de foi) ou  encore « Loué soit le Seigneur » (al-hamdu li-l-lâh). Cette récitation est fréquemment incantatoire dans les confréries soufies.